# Gez
Gez (gaskognisch Gès) ist eine französische Gemeinde mit 328 Einwohnern (Stand 1. Januar 2022) im Département Hautes-Pyrénées in der Region Okzitanien; sie gehört zum Arrondissement Argelès-Gazost und zum Kanton La Vallée des Gaves. Die Bewohner nennen sich Gézois(es).

## Lage
Gez liegt im Südwesten des Département Hautes-Pyrénées rund 29 Kilometer (Luftlinie) südwestlich von Tarbes. Der höchste Punkt der Gemeinde ist der 1004 m hohe Berg Castet Sarrazi westlich des Dorfes. Weite Teile des Gemeindegebiets sind bewaldet. Die Gemeinde besteht aus dem Dorf Gez, mehreren Weilern (hameaux) sowie wenigen Einzelgehöften.
Nachbargemeinden sind Sère-en-Lavedan im Norden, Ouzous und Ayzac-Ost im Nordosten, Argelès-Gazost im Osten und Südosten, Arras-en-Lavedan im Süden und Südwesten sowie Salles im Nordwesten.

## Geschichte
Eine erste indirekte namentliche Erwähnung von Gez erfolgte im 11. Jahrhundert, als ein Garsia de Jes im Kopialbuch von Saint-Savin aufgeführt wurde. Im frühen Mittelalter wechselte die Herrschaft häufig (Westgoten, Basken, Franken, Sarazenen). Danach war der Ort jahrhundertelang unter der Herrschaft des Königreichs Aquitanien respektive des Herzogtums Gascogne. Von 900 bis 1609 gab es eine Grafschaft Bigorre innerhalb der vorgenannten Gebiete. Im Hundertjährigen Krieg war Arras-en-Lavedan manchmal unter englischer, manchmal unter französischer Herrschaft. Von 1425 bis 1609 gehörte der Ort als Teil der Grafschaft Bigorre zur nur lose mit Frankreich verbundenen Grafschaft Foix. Weil der letzte Herrscher dieser Grafschaft, König Heinrich III. von Navarra aus dem Hause Bourbon, 1589 den Thron von Frankreich (als Heinrich IV.) bestieg, waren die Orte der Region von 1609 bis 1789 Krondomäne. Die Gemeinde gehörte von 1793 bis 1801 zum District Argelès. Zudem war sie von 1793 bis 2015 Teil des Kantons Argelès-Gazost. Mit Ausnahme der Jahre 1926 bis 1942 (Arrondissement Bagnères) war Gez seit 1801 verwaltungstechnisch Teil des Arrondissements Argelès-Gazost. Die Gemeinde ist Teil der historischen Landschaft Lavedan (auch Pays des Sept Vallées genannt).

## Bevölkerungsentwicklung
| Jahr                       | 1962 | 1968 | 1975 | 1982 | 1990 | 1999 | 2006 | 2012 | 2020 |
| Einwohner                  | 220  | 222  | 204  | 216  | 215  | 233  | 261  | 319  | 329  |
| Quellen: Cassini und INSEE |      |      |      |      |      |      |      |      |      |

Die Zahl der Bewohner ist seit 1793 wegen Abwanderung, der Gefallenen des Ersten Weltkriegs sowie der Grippewelle 1918/1919 gesunken. Die niedrigsten Einwohnerzahlen stammen aus der Nachkriegszeit.

## Sehenswürdigkeiten

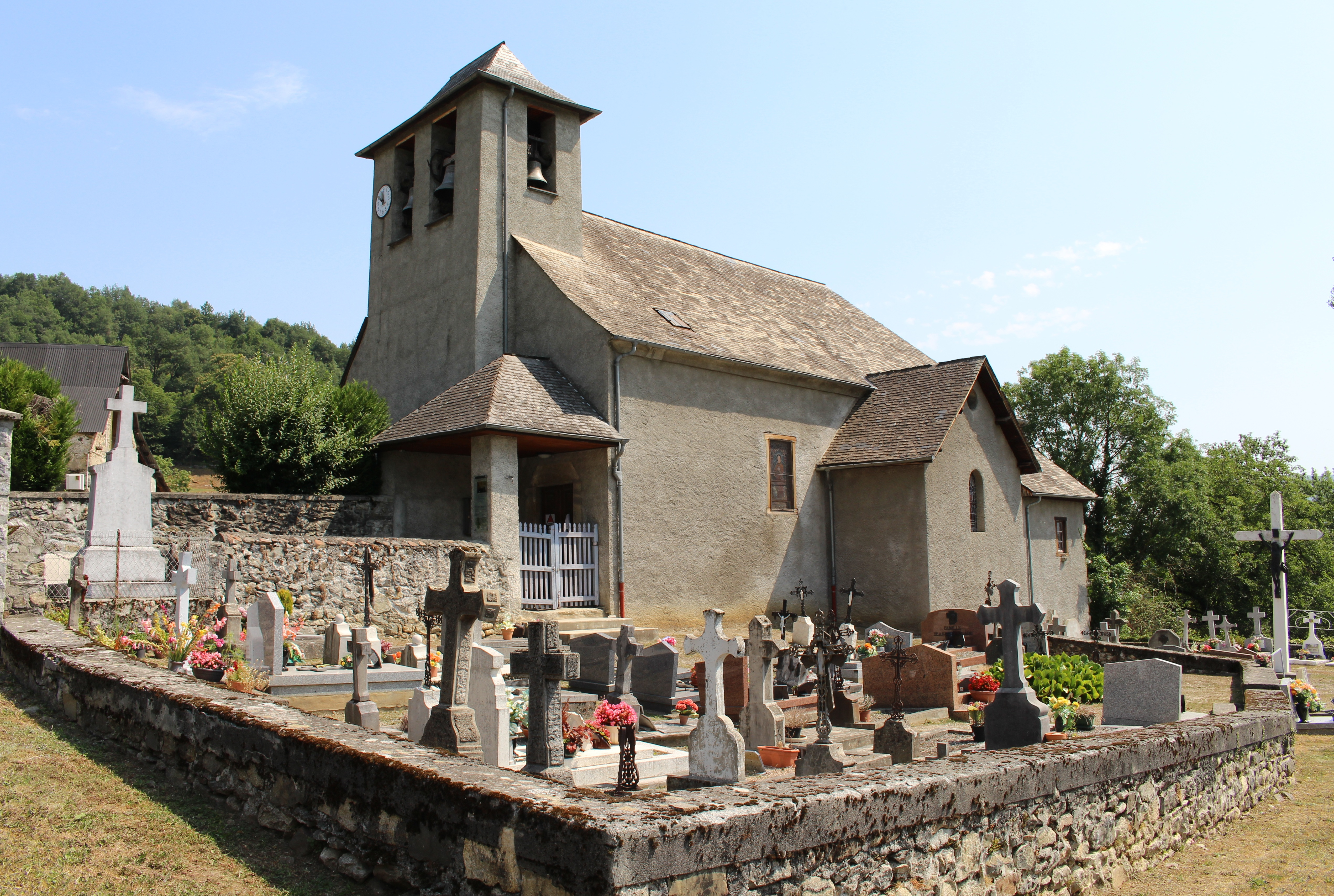
Kirche Saint-Germé
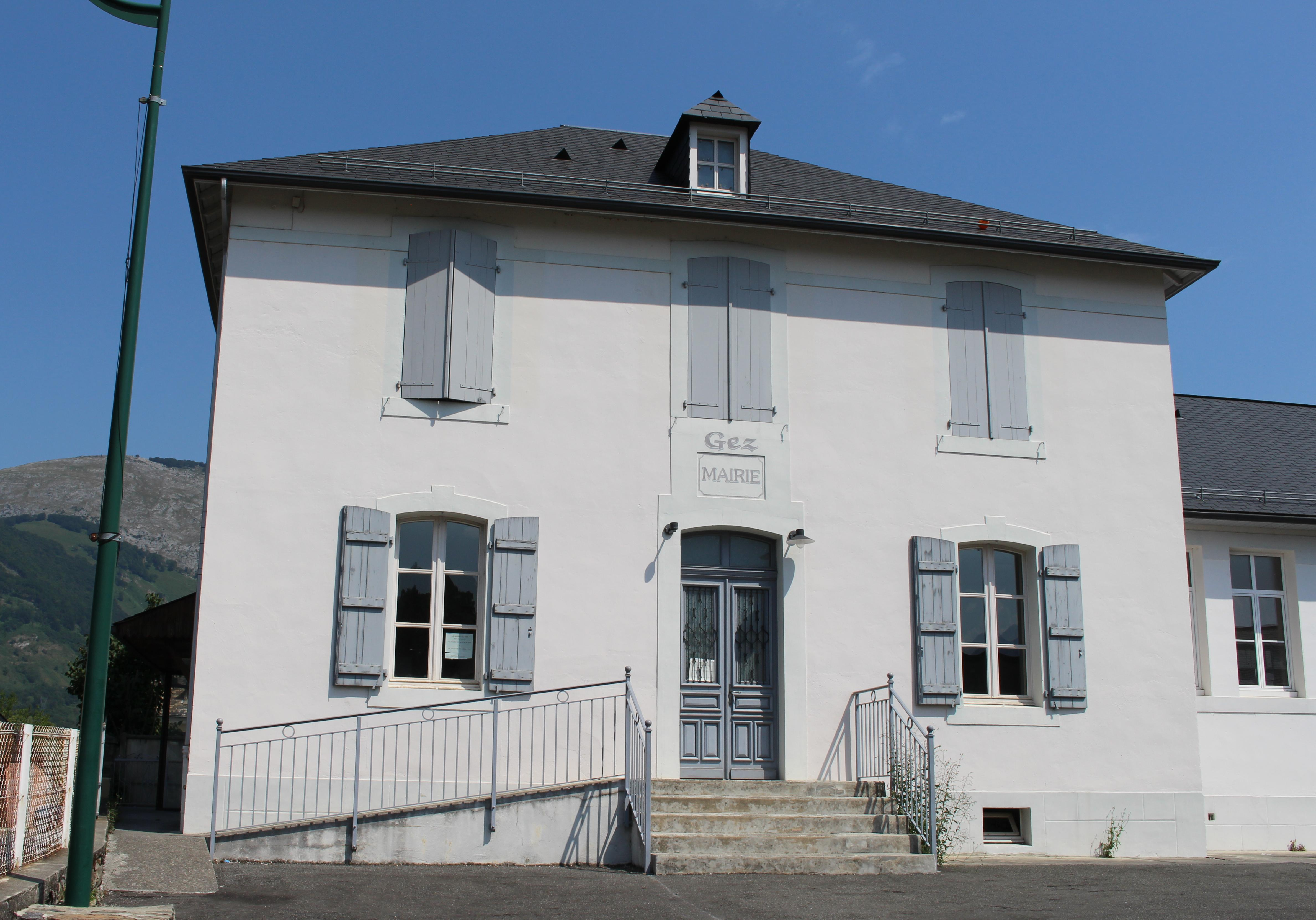
Rathaus (Mairie) von Gez
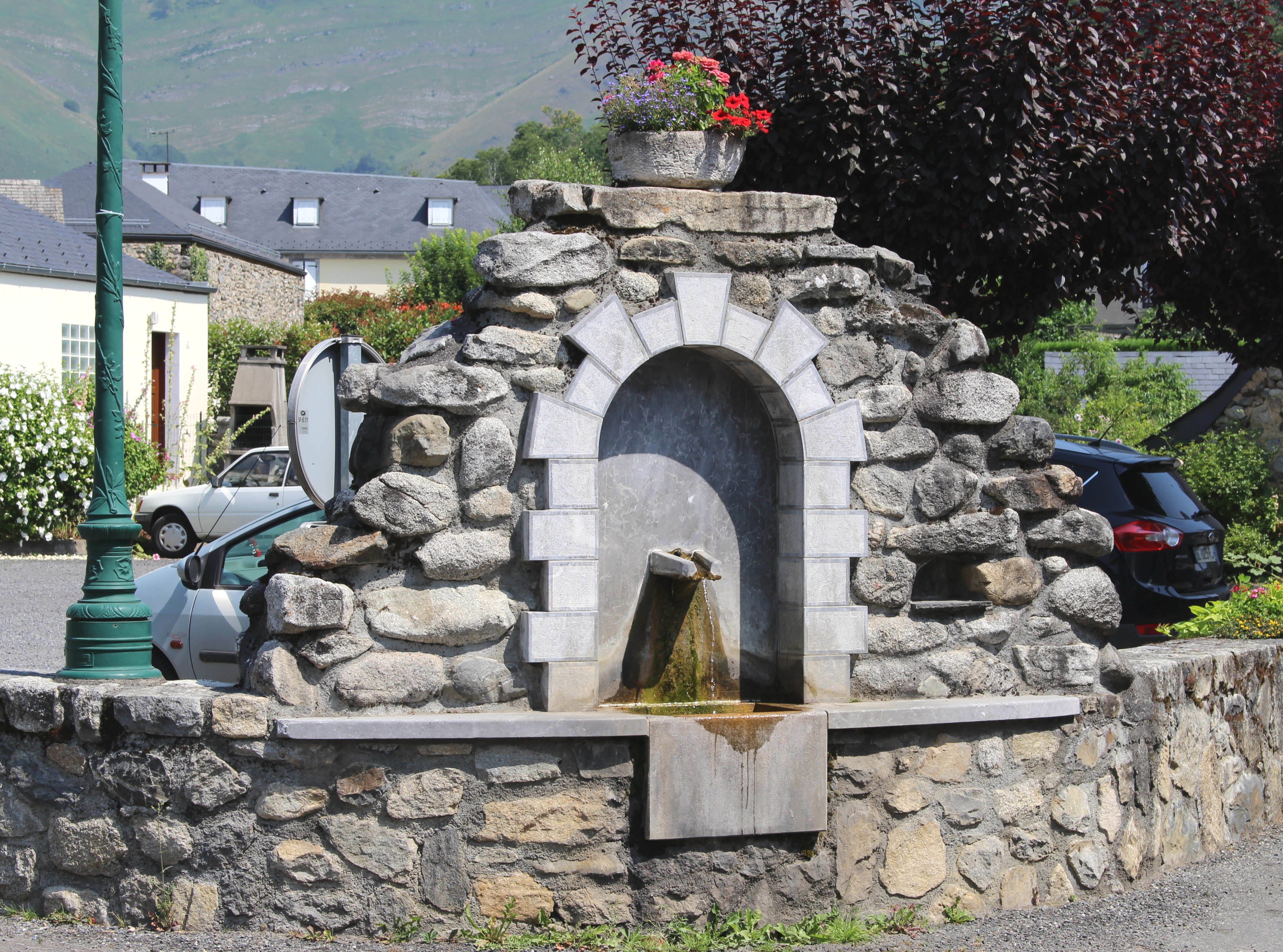
Brunnen
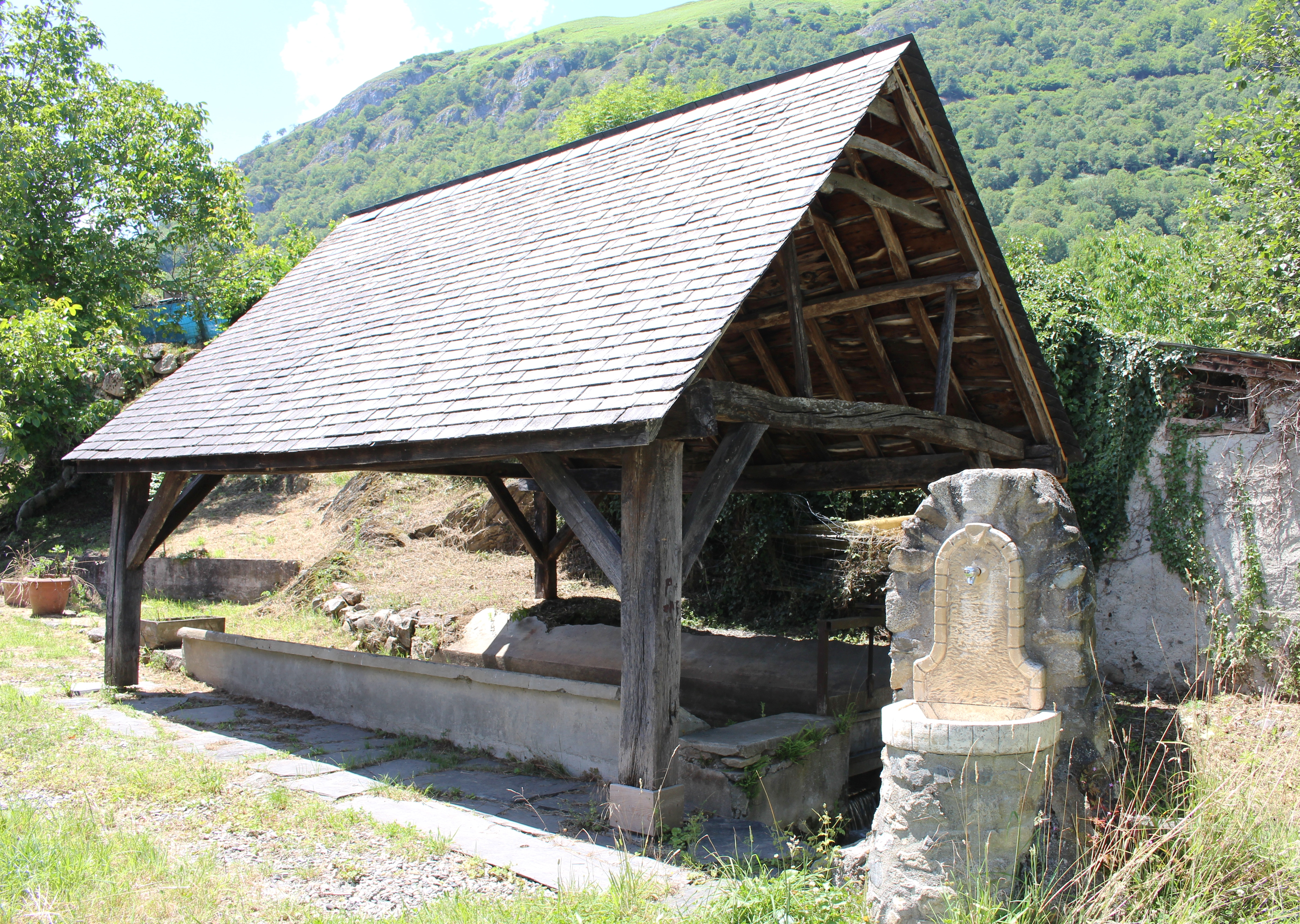
Ehemaliges öffentliches Waschhaus
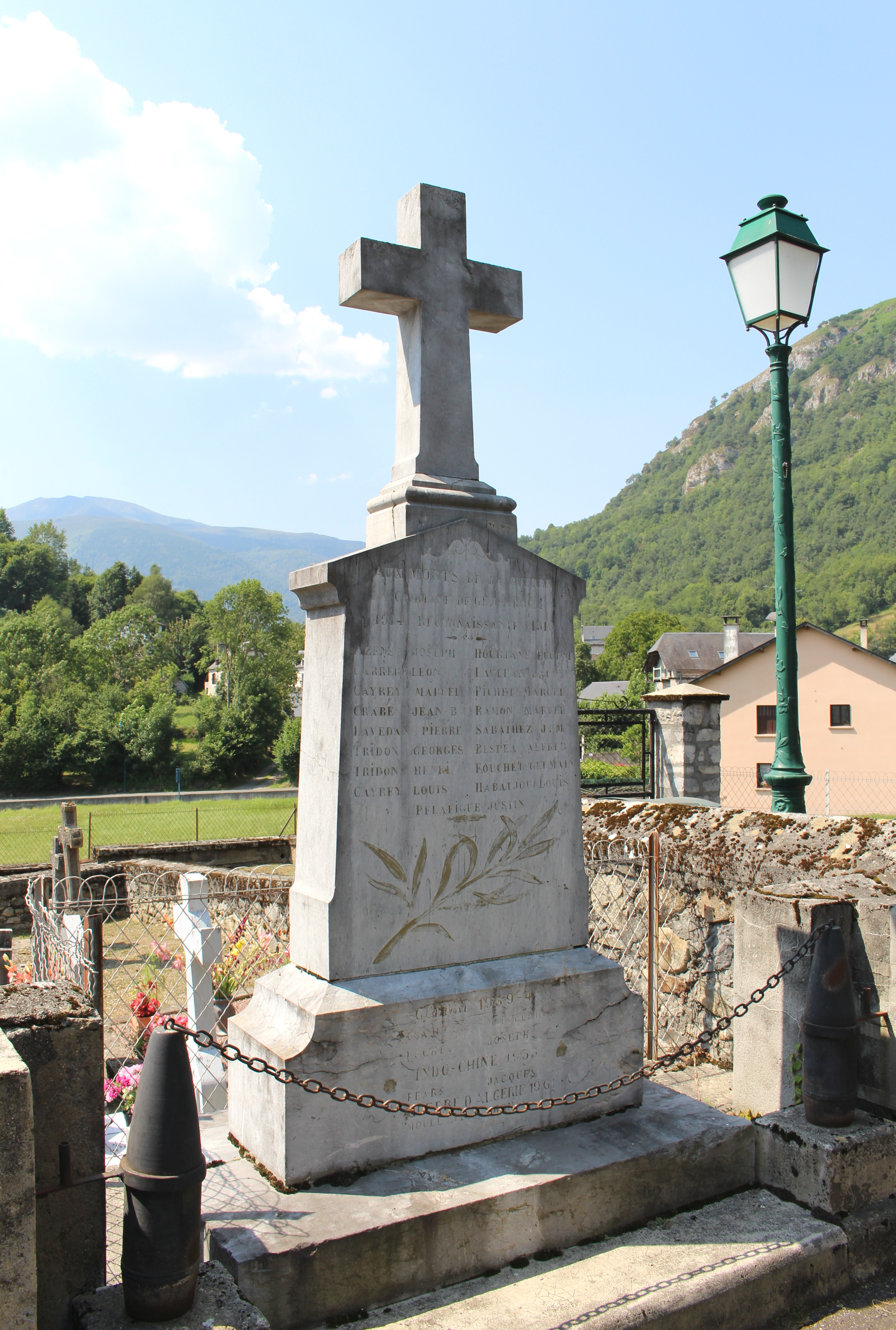
Gefallenendenkmal

- Denkmal für die Gefallenen[1]

- Kirche Saint-Germé
- Rathaus (Mairie) von Gez
- Brunnen
- Ehemaliges öffentliches Waschhaus
- Gefallenendenkmal